# (16755) Cayley
(16755) Cayley (1996 RE1) – planetoida z grupy pasa głównego asteroid okrążająca Słońce w ciągu 4,17 lat w średniej odległości 2,59 j.a. Odkryta 9 września 1996 roku.